# 哈默鎮區 (明尼蘇達州耶洛梅德辛縣)
哈默鎮區（英語：Hammer Township）是位於美國明尼蘇達州耶洛梅德辛縣的一個行政鎮區，於1877年設立。

## 地方資料
哈默鎮區的面積為92.41平方千米，皆為陸地。根據2020年美國人口普查的數據，當地共有人口182人，而人口密度為每平方千米1.97人。